# Llamale H
Llamale H, también denominado Festival Internacional de Cine sobre Diversidad Sexual y de Género, es un festival internacional de cine enfocado en la visibilización del colectivo LGBTIQ+ celebrado desde 2006 en Uruguay. Se suele programar en septiembre, coincidiendo con el mes de la Diversidad.
Se muestran largometrajes de ficción y documentales, y cortometrajes en la Cinemateca Uruguaya y en Movie Montevideo como lugares de exhibición. No solo se limita al ámbito fílmico, también se realizan concursos de fotografía, cuentos cortos, cotrometrajes y arte expres, y talleres didácticos que funcionan de forma itinerante en todo el país a cargo de la asociación Llamale H, que se encarga de organizar el festival.

## Ediciones

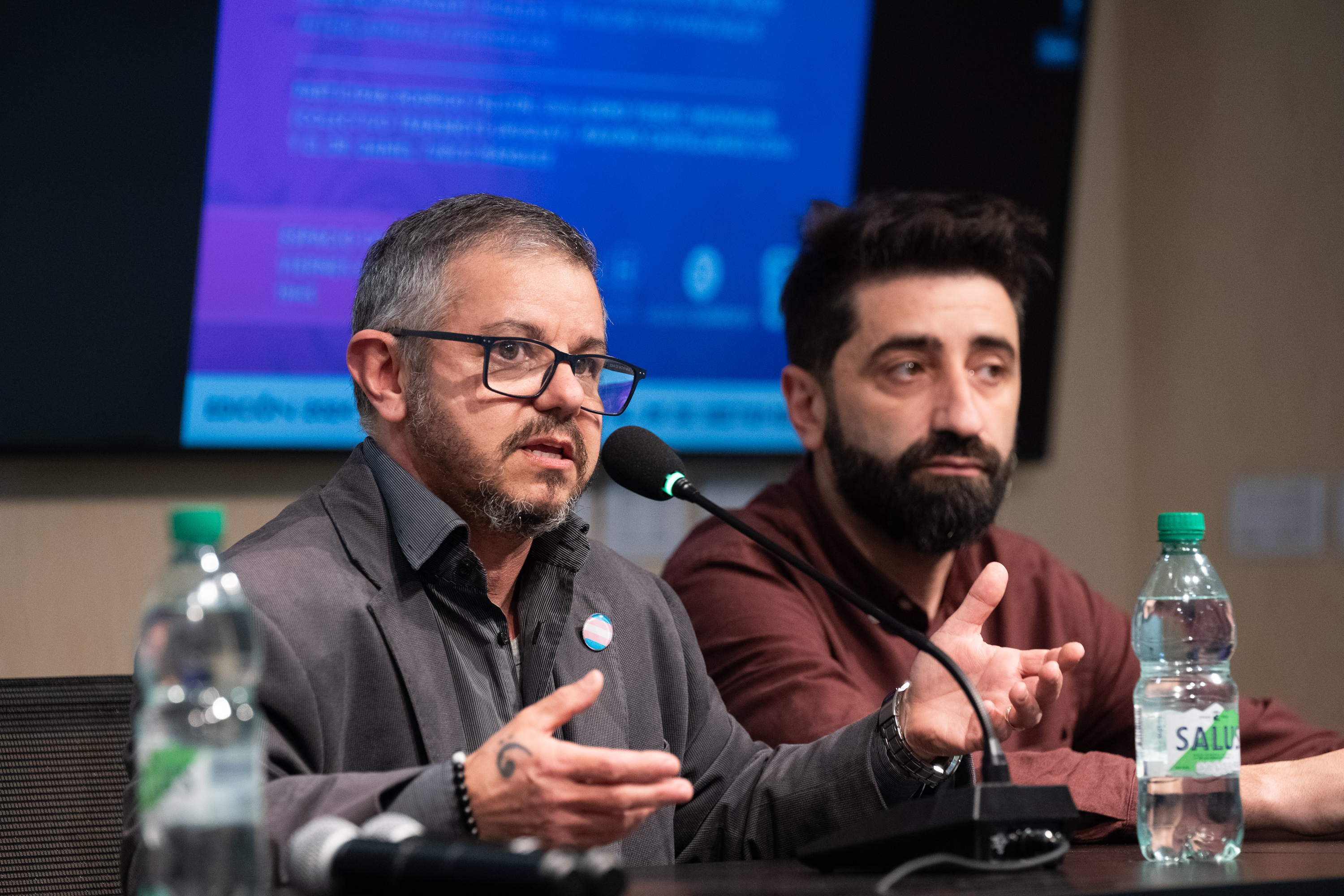
Rodrigo Falcón (Trans Boys Uruguay) y Daniel Márquez en la Mesa sobre personas trans gestantes organizada en el marco de la edición 2024 de Llamale H

En la segunda edición, en 2007, el festival, que se programó entre el 5 y el 11 de septiembre, contó con el patrocinio de HEGOAK (Asociación vasca de gays, lesbianas y transexuales), la Intendencia Municipal de Montevideo y el Ministerio de Educación y Cultura. Este último organismo otorgó al festival el premio a los Fondos Concursables para el Fomento Artístico y Cultural.
En 2015, la IX edición del festival se celebró entre el 9 al 14 de septiembre, y se enfocó en las familias diversas. El festival se inauguró en el Auditorio Nacional del Sodre y se proyectó la película holandesa Verano, a la que asisitó la ministra de Educación y Cultura, María Julia Muñoz.
La edición de 2016 fue la primera que realizó una exhibición de películas al interior del país.
En 2019, el festival se inició el 29 de octubre y finalizó en el Centro Cultural de España el 2 de noviembre, con una celebración de fiesta de disfraces.
En la edición de 2022, que se inauguró en la Sala Principal del Teatro Solís y tuvo su ceremonia de clausura en la Sala Zitarrosa, participó Argentina como país invitado. El festival duró del 12 al 18 de septiembre, y se incluyó una retrospectiva del director Marco Berger.